# Peixenca (grup de bolets)
Les peixenques o cualbres peixenques són un grup de cualbres que s’identifica amb certa facilitat per l’olor que desprèn la carn i les làmines dels bolets adults. Recorda l’olor de l’arengada o del brou de marisc en plena ebullició, especialment el que incorpora crustacis (crancs, gambes), també l’olor que desprenen les nyàmeres o petaques quan es couen.
Són cualbres de carn blanca i dolça al tast, que pot esdevenir o no de color bru groguenc quan l’exposem o al frec, especialment quan es manipula la cama. Poden ser cualbres de barret de color vermell fosc, i aleshores s'anomenen vinoses de cranc, o bé ser bru porpra, ocre, violaci, groguenc o, fins i tot, verdós.

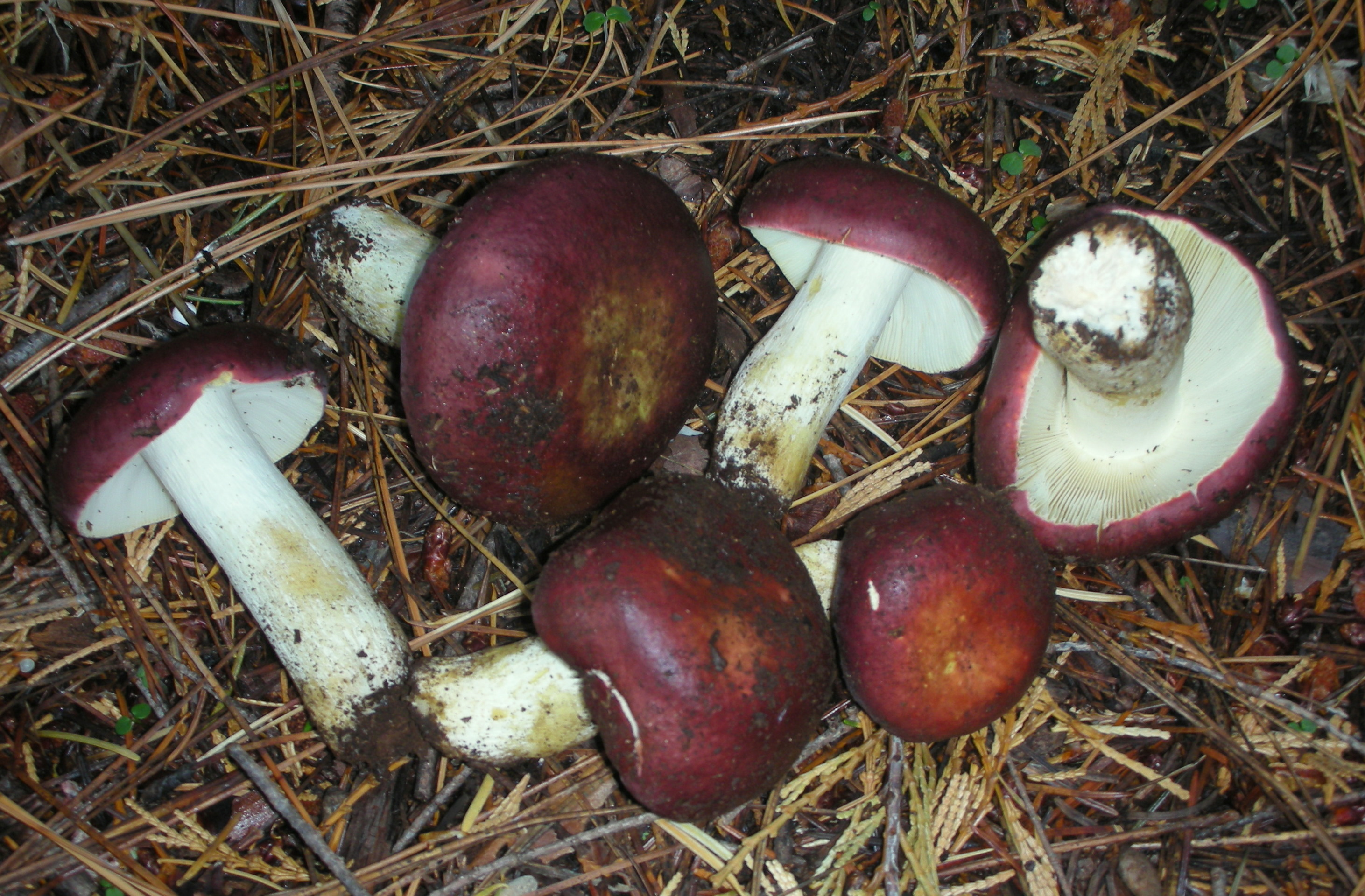
Vinosa de cranc (Russula xerampelina)

## Espècies de cualbres peixenques
Hi ha dos grups de cualbres peixenques segons el comportament de la carn un cop tallada:
- Entre les peixenques de carn blanca que esdevé bruna al tall o al frec (i verdosa si apliquem sulfat de ferro):
  - Russula graveolens, peixenca d’alzina
  - Russula faginea, peixenca de faig
  - Russula pascua, peixenca de salenca
  - Russula xerampelina, vinosa de cranc
- Entre les peixenques de carn blanca que no canvia de color al tall o al frec:
  - Russula amoena, peixenca vellutada
  - Russula violeipes, peixenca vellutada de cama lila
  - Russula amoenicolor, peixenca vellutada de plana